# Märkische Museums-Eisenbahn
| Dampflokomotive Nr. 60 Bieberlies der MME |                     |                                                                  |                                                                  |
| Streckenlänge: | 2,3 km              |                                                                  |                                                                  |
| Spurweite: | 1000 mm (Meterspur) |                                                                  |                                                                  |
| Maximale Neigung: | 20 ‰                |                                                                  |                                                                  |
| |                     |                                                                  |                                                                  |
| Bundesland: | Nordrhein-Westfalen |                                                                  |                                                                  |
| \| \| 0,3 \| (Lage: 51° 11′ 17″ N, 7° 48′ 18,4″ O) \| (Lage: 51° 11′ 17″ N, 7° 48′ 18,4″ O) \| \| \| 0,2 \| Betriebswerk Hüinghausen (Lage: 51° 11′ 20,6″ N, 7° 48′ 28,4″ O) \| Betriebswerk Hüinghausen (Lage: 51° 11′ 20,6″ N, 7° 48′ 28,4″ O) \| \| \| 0,0 \| Hüinghausen (Lage: 51° 11′ 21,3″ N, 7° 48′ 30,4″ O) \| Hüinghausen (Lage: 51° 11′ 21,3″ N, 7° 48′ 30,4″ O) \| \| \| 0,3 \| Wasserstelle für Dampfloks \| Wasserstelle für Dampfloks \| \| \| 0,414 \| Elsetalstraße \| Elsetalstraße \| \| \| 1,175 \| \| \| \| \| 1,3 \| Seissenschmidt (Lage: 51° 11′ 39,2″ N, 7° 49′ 25,1″ O) \| Seissenschmidt (Lage: 51° 11′ 39,2″ N, 7° 49′ 25,1″ O) \| \| \| 1,6 \| \| \| \| \| 1,8 \| Köbbinghausen \| Köbbinghausen \| \| \| 2,0 \| Köbbinghauser Hammer (Lage: 51° 11′ 46,2″ N, 7° 50′ 10,8″ O) \| Köbbinghauser Hammer (Lage: 51° 11′ 46,2″ N, 7° 50′ 10,8″ O) \| |                     |                                                                  |                                                                  |
| | 0,3                 | (Lage: 51° 11′ 17″ N, 7° 48′ 18,4″ O)                            | (Lage: 51° 11′ 17″ N, 7° 48′ 18,4″ O)                            |
| Blockstelle | 0,2                 | Betriebswerk Hüinghausen (Lage: 51° 11′ 20,6″ N, 7° 48′ 28,4″ O) | Betriebswerk Hüinghausen (Lage: 51° 11′ 20,6″ N, 7° 48′ 28,4″ O) |
| Bahnhof | 0,0                 | Hüinghausen (Lage: 51° 11′ 21,3″ N, 7° 48′ 30,4″ O)              | Hüinghausen (Lage: 51° 11′ 21,3″ N, 7° 48′ 30,4″ O)              |
| Blockstelle | 0,3                 | Wasserstelle für Dampfloks                                       | Wasserstelle für Dampfloks                                       |
| Bahnübergang | 0,414               | Elsetalstraße                                                    | Elsetalstraße                                                    |
| Bahnübergang | 1,175               |                                                                  |                                                                  |
| Bahnhof | 1,3                 | Seissenschmidt (Lage: 51° 11′ 39,2″ N, 7° 49′ 25,1″ O)           | Seissenschmidt (Lage: 51° 11′ 39,2″ N, 7° 49′ 25,1″ O)           |
| Brücke | 1,6                 |                                                                  |                                                                  |
| ehemaliger Haltepunkt / Haltestelle | 1,8                 | Köbbinghausen                                                    | Köbbinghausen                                                    |
| Kopfbahnhof Streckenende | 2,0                 | Köbbinghauser Hammer (Lage: 51° 11′ 46,2″ N, 7° 50′ 10,8″ O)     | Köbbinghauser Hammer (Lage: 51° 11′ 46,2″ N, 7° 50′ 10,8″ O)     |

Der Verein Märkische Museums-Eisenbahn e. V. (MME) wurde gegründet, um Schmalspurbahnfahrzeuge vorwiegend aus dem Sauerland zu erhalten und im Betrieb zu zeigen. Der Verein betreibt Infrastruktur und Verkehr einer Museumsbahn unter dem Namen Sauerländer Kleinbahn.

## Geschichte
Am 14. Juli 1982 in Plettenberg gegründet, nutzte der Verein die Gelegenheit, Fahrzeuge der gerade stillgelegten Inselbahnen Juist und Spiekeroog zu kaufen, die teilweise früher im Sauerland gelaufen waren. Heute ist jedoch nur noch ein Fahrzeug der Inselbahn Spiekeroog vorhanden.
Im Vordergrund der Sammeltätigkeit standen folgende Bahnen:
- Kreis Altenaer Eisenbahn (KAE), 1888–1967
- Plettenberger Kleinbahn (PKB), 1896–1962
- Iserlohner Kreisbahn (IKB), 1900–1964
- Hohenlimburger Kleinbahn (HKB), 1900–1983
- Kleinbahn Haspe–Voerde–Breckerfeld (HVB), 1903–1963

In Plettenberg konnte sich der Verein auf Gleisresten der PKB und mit einer provisorischen Werkstatt in einem alten Kesselhaus einrichten, um die erworbenen Fahrzeuge zu restaurieren.
Am Rande konnten auch Relikte der Ruhr-Lippe-Eisenbahn (RLE) und einer Reihe von schmalspurigen Werkbahnen geborgen werden, zu denen zum Beispiel die historisch interessante Harkortsche Kohlenbahn zählt, die, von dem Industriepionier Friedrich Harkort gegründet, bereits 1829 – sechs Jahre vor der Ludwigsbahn Nürnberg–Fürth – ihren Betrieb, allerdings zunächst als Pferdebahn, aufgenommen hatte.

## Heutige Museumsstrecke
Einen geeigneten Platz zum Aufbau seiner 1000-mm-Museumsbahn fand der Verein auf der Trasse der 1969 stillgelegten und abgebauten Bahnstrecke Plettenberg–Herscheid zwischen dem Bahnhof Hüinghausen und dem Bahnhof Oberstadt (ehemalige Kursbuchstrecke 239b). Der Betrieb wird unter dem Namen „Sauerländer Kleinbahn“ geführt.
Den Betriebsmittelpunkt bildet der Bahnhof Hüinghausen. Dieser ist am breitesten Punkt siebengleisig. Am westlichen Ende des Bahnhofs wurde mit finanzieller Hilfe der Nordrhein-Westfalen-Stiftung ein Bahnbetriebswerk mit einer dreigleisigen Wagenhalle und noch unfertigem Wasserturm für Dampfloks gebaut. Der gesamte Bahnhofsbereich ist frei und kostenlos zugänglich. Bei Anwesenheit von Vereinsmitgliedern gilt dies auch für die Wagenhalle mit den darin untergebrachten Loks und Wagen. Viele (Trieb-)Wagen stehen jedoch draußen und können jederzeit besichtigt werden. Ihr Zustand ist aber nicht sehr gut, sie sollen nach und nach wieder hergerichtet werden.

## Bahnhof Hüinghausen

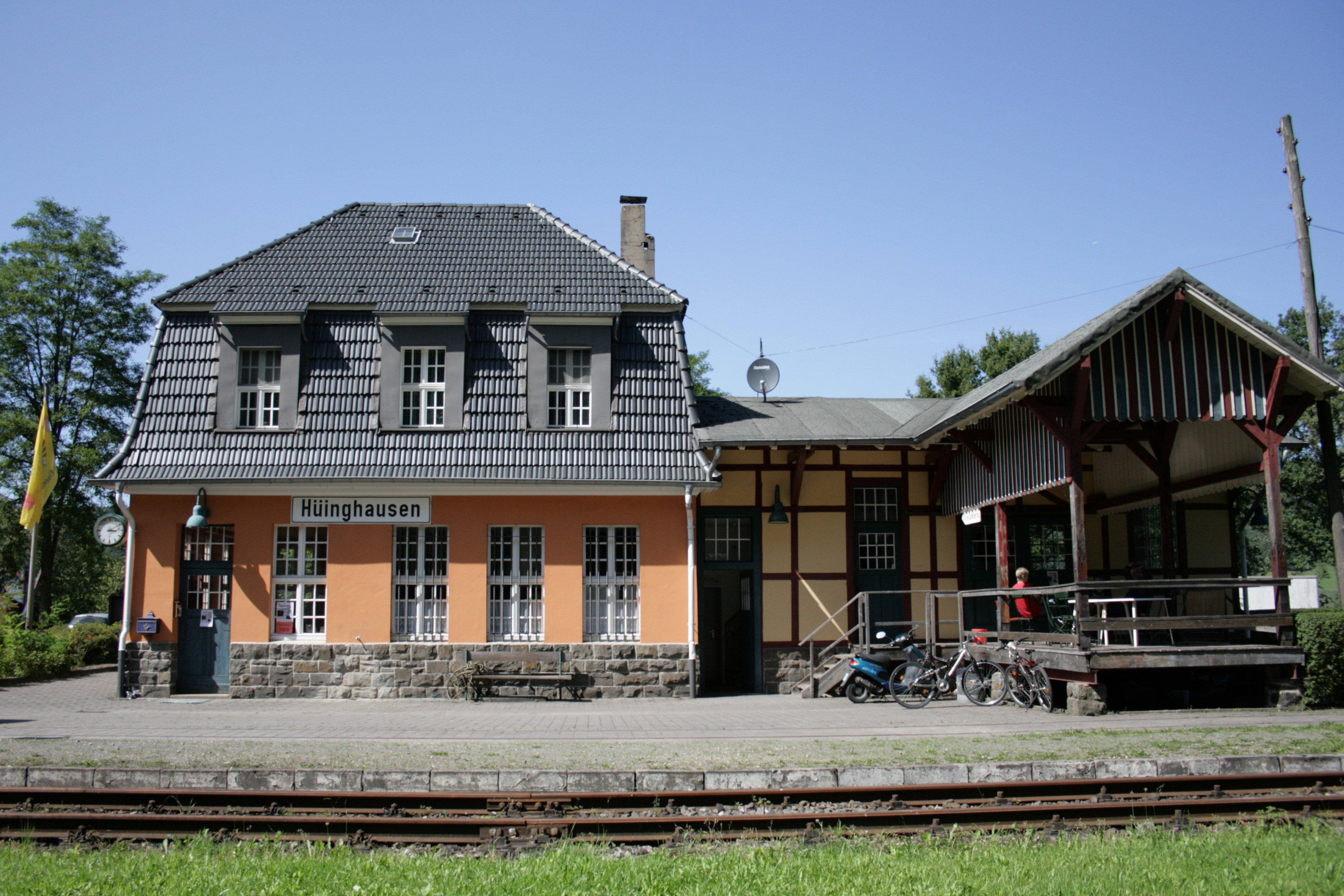
Bahnhofsgebäude Hüinghausen

Erstmals in Betrieb genommen wurde der Bahnhof 1915. Das Bahnhofsgebäude wurde am 28. Januar 1985 in der Denkmalliste der Gemeinde Herscheid eingetragen.(Seite 860) Das Bodendenkmal Böschung südlich des ehemaligen Bahnhofs Hüinghausen befindet sich am Bahnhof.

## Fahrzeuge
Zu der Fahrzeugsammlung gehören unter anderem die Dampflokomotive 60 der Biebertalbahn („Bieberlies“), zwei Diesellokomotiven der Hohenlimburger Kleinbahn V2 „Lenne“ (in Aufarbeitung) und V3 „Nahmer“ und ein Triebwagen der Eckernförder Kreisbahnen des Typs Talbot Typ Eifel/Schleswig, sowie Personenwagen der Inselbahn Wangerooge und der Walhallabahn.
Von 1986 bis 2018 gehörte eine Bn2t-Dampflok (Nr. 20) von Henschel & Sohn zum Fahrzeugbestand der MME, inzwischen wurde sie an die niederländische Kleinbaan Service BV abgegeben. Dort befindet sie sich seit 2020 in betriebsfähiger Aufarbeitung. Sie wurde 1950 mit der Fabriknummer 27122 an die Dortmund-Hörder Hüttenunion für ihr Werkbahnnetz ausgeliefert. Seit dem 20. März 1989 ist die Lok als bewegliches Denkmal geschützt.(Seite 861)
Auch die Dampflokomotive 99 7204, die von 1998 bis 2014 zur Sammlung gehörte, wurde an Kleinbaan Service abgegeben.

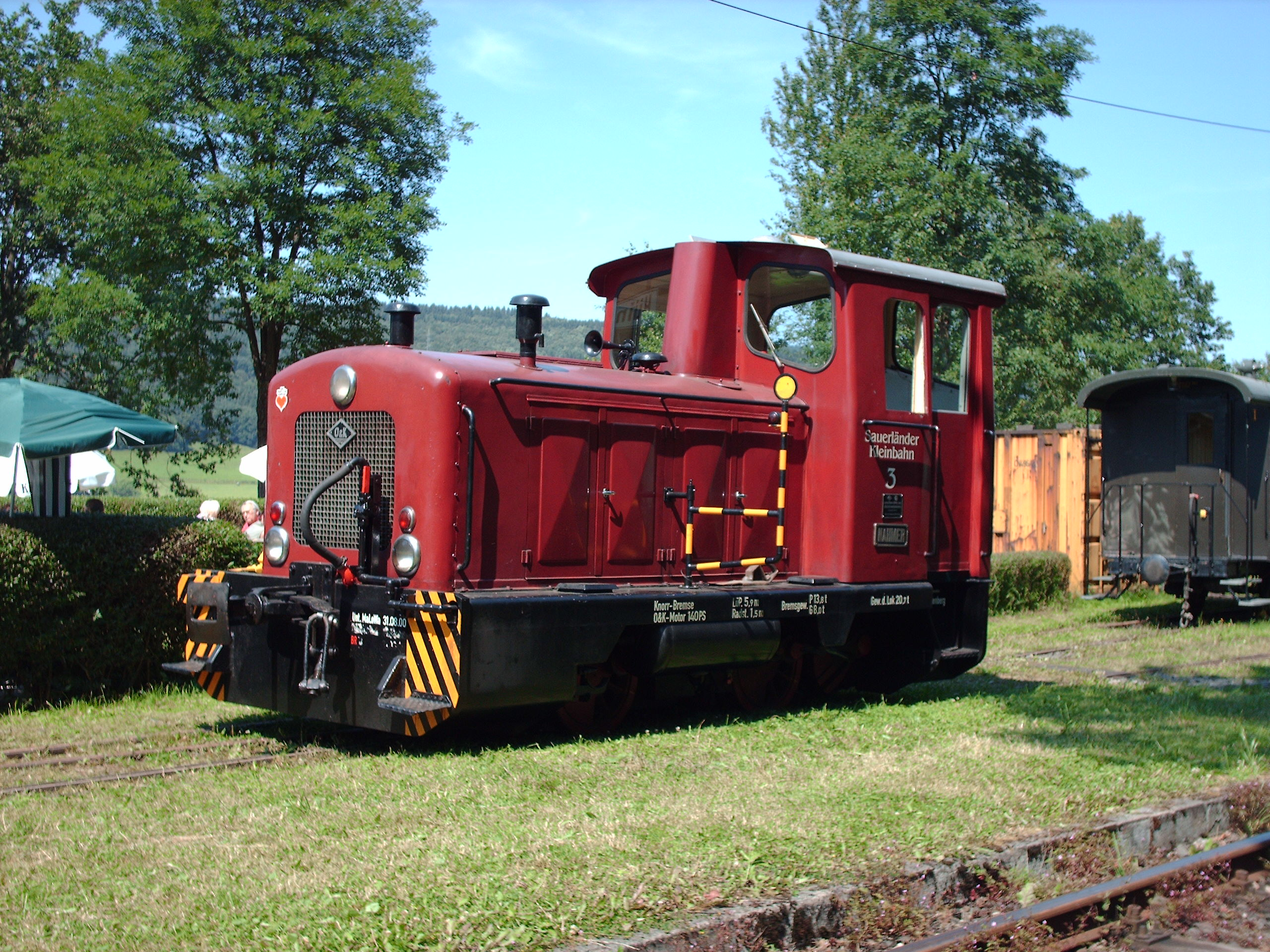
Diesellok „Nahmer“ der Hohenlimburger Kleinbahn
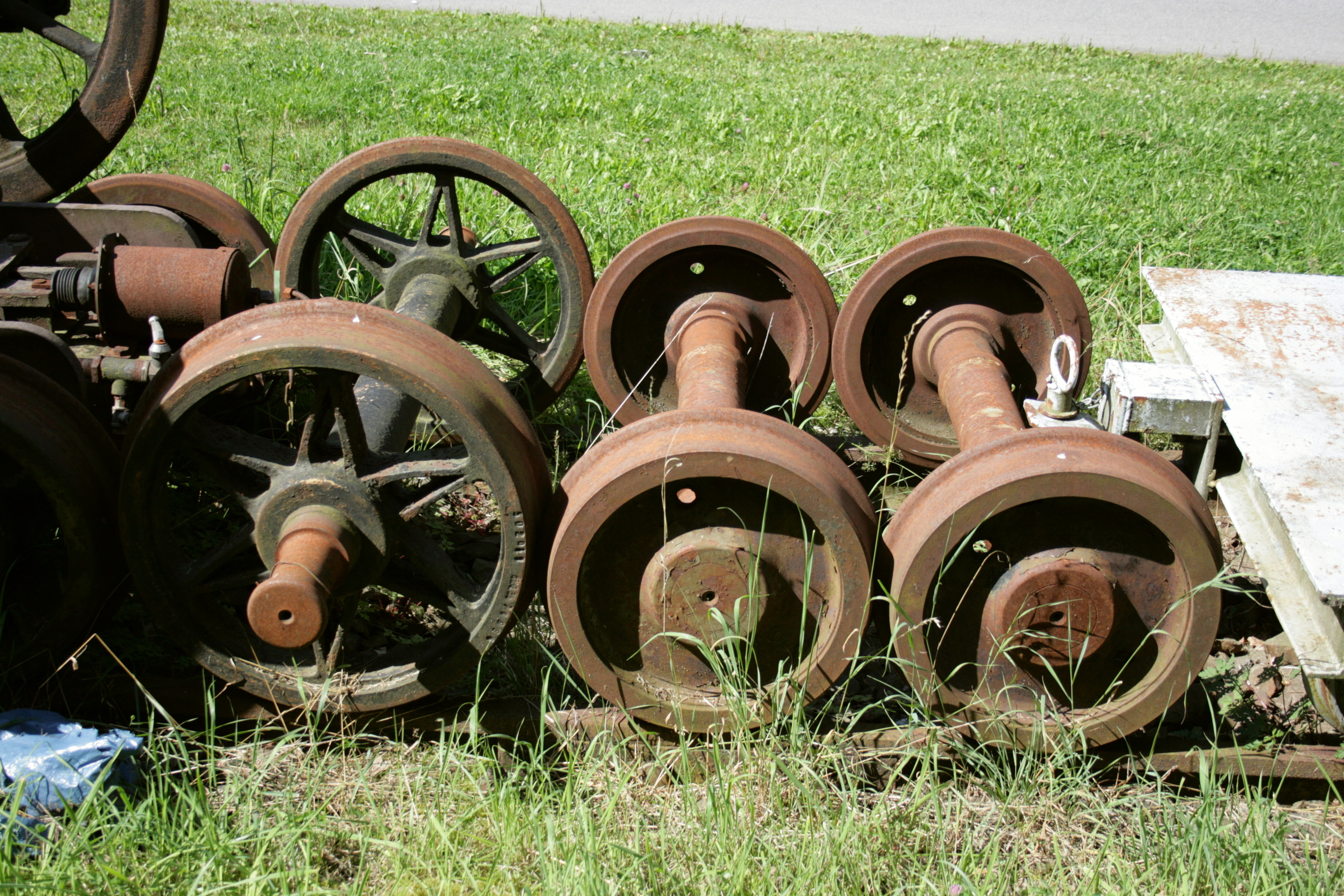
Fahrzeugachsen auf dem Bahnhofsgelände
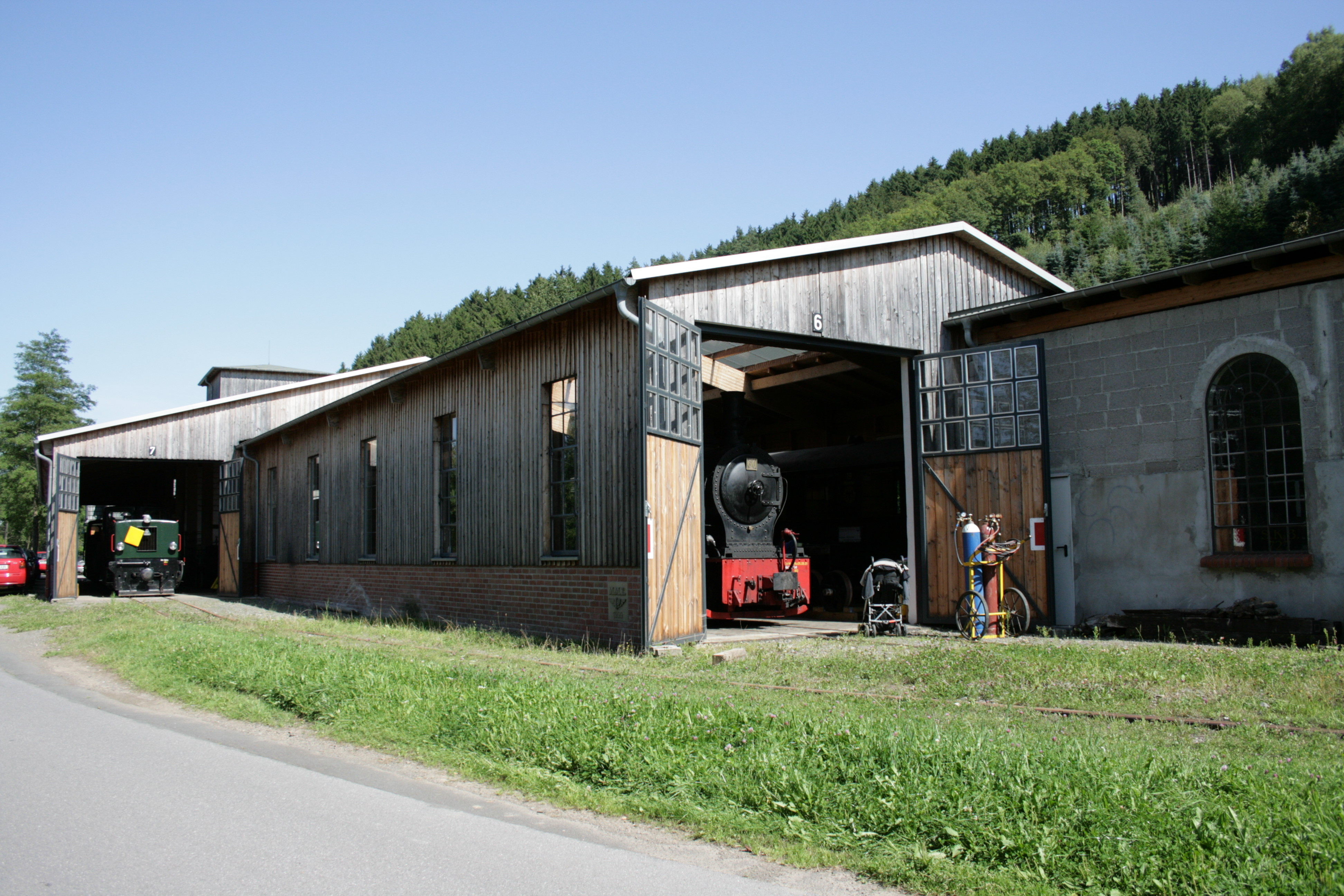
Neues Betriebswerk
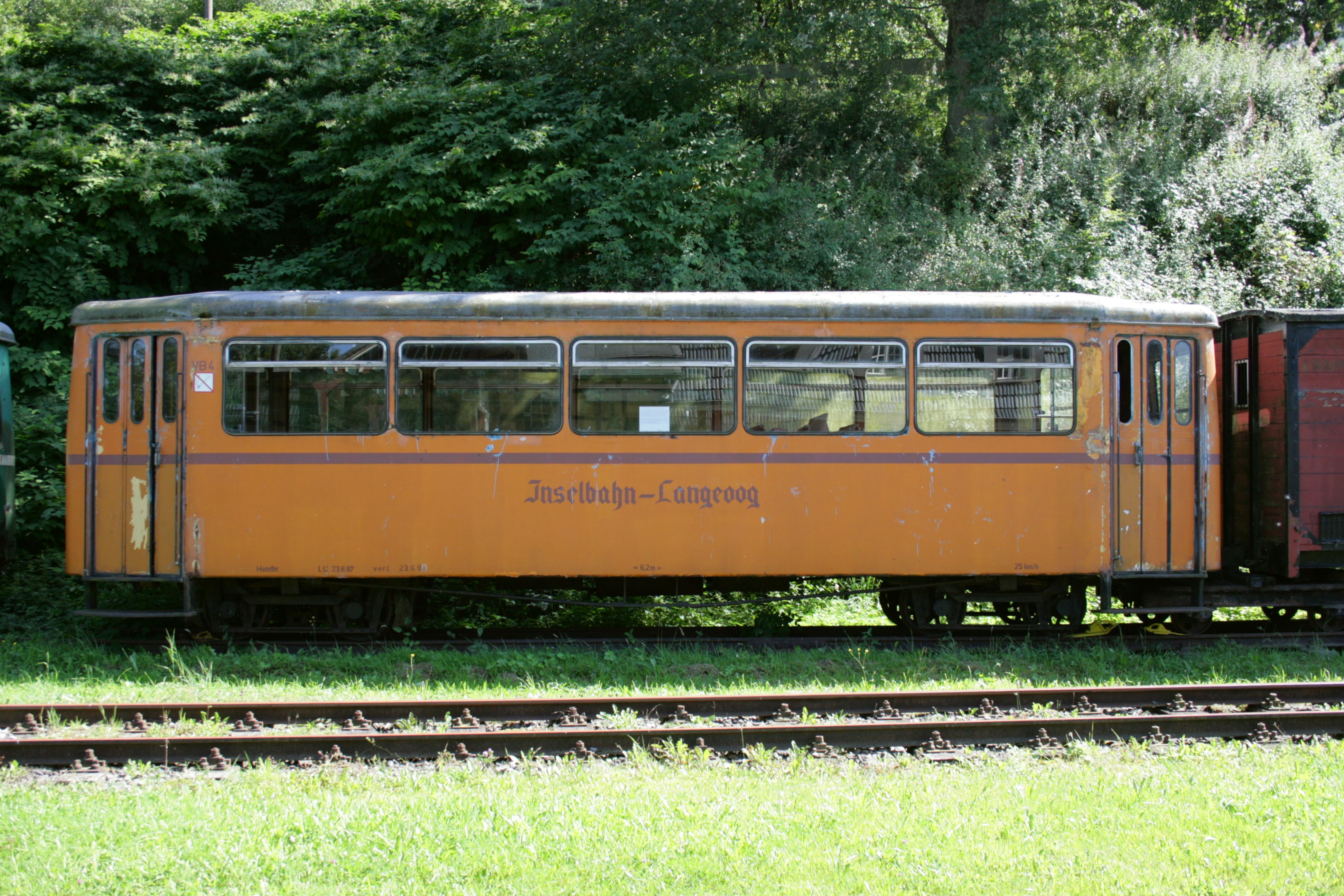
Triebwagen-Beiwagen der Inselbahn Langeoog, ehemals Kreis Altenaer Eisenbahn

## Betrieb
Fahrtage sind sonntags in unregelmäßigen Abständen zwischen April und Oktober, sowie zu St. Martin und Nikolaus. In der Regel finden zwischen Mai und August an zwei Sonntagen im Monat Fahrten statt.